# Филаретовский альманах
«Филаре́товский альма́нах» — научное периодическое издание Богословского факультета ПСТГУ, основанное в 2004 году. Изначально в издании публиковались материалы, относящихся к жизни и деяниям митрополита Московского и Коломенского Филарета (Дроздова). Издание стало первым в России периодическим изданием такого рода. Со временем тематика «Филаретовского альманах» была расширена, и в настоящий момент издание предлагает широкий спектр исследований и источников по богословию и истории Русской Церкви.
Ядром редакционной коллегии и редакционного совета издания являются сотрудники Научного центра истории богословия и богословского образования ПСТГУ. На настоящий момент выпущено 21 выпуск.

## История
Инициатором издания стал ведущий научный сотрудник Института востоковедения РАН, профессор МГУ Александр Яковлев: «исследование наследия Филарета — „Филаретика“ — началось в России на рубеже XIX-XX вв. и было прервано Февральской и Октябрьской революциями. <…> Память о нём жила, но исследований не было. И я предлагал: давайте попробуем историко-богословский проект — исследование жизни и, конечно, деятельности и наследия святителя Филарета. Поначалу мы мечтали на кухне отца Павла за чашкой чая… <…> Но вдвоём, что мы можем? <…> Мы издали однотомник, по сути, антологию трудов святителя Филарета <…> почти в 1000 страниц. <…> Во многом выход этого однотомника — начало Филаретовского проекта. У меня тут же возникла идея создать печатное издание, чтобы публиковать результаты филаретовских исследований. И поначалу я обратился с этой идеей к одному протоиерею, но он сказал мне: „Да кому это нужно? Вы авторов не наберёте…“. И тогда я обратился к отцу Владимиру Воробьеву, предложил этот межфакультетский проект на пересечении истории и богословия. И он благословил. Так возникло издание — „Филаретовский альманах“. Я долго думал: как назвать? Альманах — свободный по жанру, где можно публиковать не только научные статьи, но и документы, и какие-то эссе, разного жанра материалы, но их должна объединять либо личность святителя Филарета, либо его наследие. Поначалу я мыслил его как приложение к „Вестнику ПСТГУ“ (тогда „Богословскому сборнику“). Но уже со второго номера альманах стал самостоятельным ежегодным изданием».
«Филаретовский альманах» создан в 2004 года как «специальное издание работающей в ПСТБИ группы по составлению Хроники жизни и служения святителя Филарета (Дроздова), митрополита Московского и Коломенского» для публикации материалов, относящихся к жизни и деяниям митрополита Московского и Коломенского Филарета (Дроздова). В альманахе публикуются материалы выступлений на регулярных Филаретовских семинарах, проходивший в стенах Московского подворья Троице-Сергиевой лавры, ежегодных богословских конференций ПСТГУ, а также иные материалы, относящиеся к различным сторонам жизни и творческого наследия святителя Филарета.
С 2012 года «Филаретовский альманах» также обращается к наследию богословов русской диаспоры XX века.
В апреле 2014 года все статьи «Филаретовского альманаха» были выложены в свободный доступ на официальном сайте ПСТГУ.
2 декабря 2024 года заместитель главного редактора альманаха диакон Евгений Лютько объявил, что «Филаретовский альманах» будет выходить четыре раза в год. Кроме того, в альманах включена новая рубрика «Русское богословие: исследования и материалы», которая раньше была локализована в отдельном одноимённом журнале.

## Редакционная коллегия
- Наталья Юрьевна Сухова — главный редактор
- Антон Владимирович Анашкин — заместитель главного редактора
- Диакон Евгений Лютько — заместитель главного редактора
- Вячеслав Александрович Ячменик — заместитель главного редактора
- Николай Александрович Ванифатьев — ответственный секретарь

## Редакционный совет
- Бежанидзе Георгий Вениаминович — кандидат богословия, доцент Богословского факультета ПСТГУ
- Запальский Глеб Михайлович — кандидат исторических наук, доцент Исторического факультета МГУ им. М. В. Ломоносова
- Киценко Надежда Борисовна — доктор философии, Университет Олбани (Нью-Йорк, США)
- Лебедев Андрей Владимирович — доктор истории, Национальный институт восточных языков и культур (INALCO, Париж, Франция)
- Рачеотес Николас — д-р философии, Фрамингемский университет (Массачусетс, США)
- Сухова Наталия Юрьевна — доктор церковной истории, доктор исторических наук, профессор богословского факультета ПСТГУ, заведующая Научным центром истории богословия и богословского образования ПСТГУ
- Хондзинский Павел Владимирович, протоиерей, доктор богословия, декан Богословского факультета ПСТГУ
- Яковлев Александр Иванович — доктор исторических наук, ведущий научный сотрудник Института востоковедения РАН